# Koliber czarnogłowy
Koliber czarnogłowy (Trochilus polytmus) – gatunek małego ptaka z rodziny kolibrowatych (Trochilidae). Występuje jedynie na Jamajce, gdzie jest uważany za jeden z symboli tego kraju.
SystematykaGatunek monotypowy. Dawniej za podgatunek T. polytmus uznawany był opisany w 1901 roku koliber czarnodzioby (Trochilus scitulus), zamieszkujący wschodnią Jamajkę; jest on obecnie klasyfikowany jako odrębny gatunek. Sporadycznie dochodzi między nimi do hybrydyzacji na zachodzie Gór John Crow.
WystępowanieJamajka (poza skrajnie wschodnią częścią).
MorfologiaDługość ciała do 8 cm, długość ogona u samców ok. 17 cm. Osiąga masę ciała do 5 g. Dziób długi i szpiczasty. Dzięki niemu koliber z łatwością dostaje się do głębokich kielichów kwiatów. Samiec – łatwo go poznać po długich piórach ogonowych i błyszczącym zielonym upierzeniu. Dziób czerwony z czarnym koniuszkiem. Samica jest mniejsza od samca i na spodzie ciała jest biała. Pióra ogonowe ma krótsze i zakończone są białymi końcówkami.
PożywienieNektar kwiatów. Wysysa go za pomocą cienkiego języka. Czasami chwyta owady.
Tryb życiaCzęsto odgania intruza zaciekłymi uderzeniami ostrego dzioba. Najaktywniejszy staje się o zmroku, kiedy stara się zdobyć dużo pokarmu na noc. Potrafi oszczędzać energię, spowalniając istotne funkcje życiowe do minimum. Popada w stan odrętwienia. Gniazda zakłada najczęściej przed i po porze deszczowej (październik, maj). Składa 2 jaja.
StatusMiędzynarodowa Unia Ochrony Przyrody (IUCN) uznaje kolibra czarnogłowego za gatunek najmniejszej troski (LC – least concern) nieprzerwanie od 2000 roku. Populacje tego kolibra są dość stabilne i nie przeszkadza im nawet wyrąb lasów na wyspie. Temu gatunkowi bardziej odpowiadają otwarte tereny.
Ciekawostki
- Koliber czarnogłowy porusza skrzydłami z dużą prędkością. Macha nimi 22–78 razy na sekundę.
- Podczas lotu samce wydają brzęczący dźwięk. Wywołuje go prąd powietrza, który przelatuje przez wewnętrzne skraje piór ogonowych.
- Na Jamajce ptak jest nazywany doctor bird (pol. ptak-doktor), bo jego dwa pióra ogonowe kojarzyły się mieszkańcom ze staromodnym frakiem, jaki nosili niegdyś lekarze.
- Ian Fleming opisał kolibra czarnogłowego (nazywając go „doktorek”) w Tylko dla twoich oczu, jednej z części przygód Jamesa Bonda: „Ciało ma tak oślepiająco szmaragdowozielone, że gdy słońce pada na jego pierś, to czyni zeń najbardziej zieloną rzecz w przyrodzie”[7].